# Назаренко, Пётр Исакович
Пётр Исакович Назаренко (7 октября 1942; Винницкая область, УССР, СССР) — главный инженер Мангистауский атомно-энергетический комбинат. Почётный гражданин города Актау (2000). доктор технических наук.

## Биография
Назаренко Петр Исакович родился 7 октября 1942 года на Украине в Винницкой области.
После окончания Винницкого энергетического техникума в 1963 году как молодой специалист был направлен работать в г. Актау на предприятие п/я 7, в состав которого в то время входил строящийся энергозавод, будущий Мангышлакский энергокомбинат. И до сих пор продолжает работать на комбинате. Без отрыва от производства окончил политехнический институт.
Назаренко П. И. является одним из тех, кто стоял у истоков создания на Мангышлаке крупной энергетической базы. Начав свой трудовой путь в 1963 году кочегаром котла ТЭЦ, он в 1979 году стал заместителем главного инженера объединённых ТЭЦ. в 1987 году — главным инженером, позже — директором технического комбината.
Принимал самое активное и непосредственное участие в проведении монтажных и пусконаладочных работ ТЭЦ-2 и ТЭЦ-3, вводе в эксплуатацию и освоении новых типов оборудования турбо и котлоагрегатов. Как специалист высшего класса, Назаренко П. И. участвовал в разработке конструкции и технологического процесса для получения на БН-350 сверхмощного нейтринного источника. Им проводится большая работа по реорганизации и совершенствованию структуры производства. В результате наш регион в полном объёме обеспечивается всеми видами энергоресурсов и искусственно приготовленной питьевой водой, соответствующей ГОСТ.

## Награды и звания
Назаренко П. И. является доктором технических наук, имеет около сорока почётных грамот, благодарностей, различных поощрений, ему присвоены звания «Заслуженный работник комбината», «Почётный ветеран труда комбината», в 1997 году Указом Президента Российской Федерации за большой вклад в становление, развитие атомной науки и промышленности, укрепление дружбы и сотрудничества между народами награждён орденом Дружбы, в 2002 году орденом «Құрмет».
10 октября 2000 года совместным решением Актауского городского маслихата и акима города за высокие заслуги в становлении, развитии и научно-техническом совершенствовании атомно-энергетического комплекса в г. Актау ему присвоено звание «Почётный гражданин города Актау».